# Medianeira (kommun)
Medianeira är en kommun i Brasilien.   Den ligger i delstaten Paraná, i den södra delen av landet, 1 200 km sydväst om huvudstaden Brasília. Antalet invånare är 41 830.
Följande samhällen finns i Medianeira:
- Medianeira

Trakten runt Medianeira består till största delen av jordbruksmark. Runt Medianeira är det ganska tätbefolkat, med 160 invånare per kvadratkilometer.